# Plaza de 25 de Julio
La plaza del 25 de Julio de Santa Cruz de Tenerife (Tenerife, España) debe su nombre al 25 de julio de 1797, fecha en la que la ciudad rechazó el ataque del Almirante Nelson cuando intentó ocupar la isla. Sin embargo, es conocida popularmente como Plaza de los patos. 
Situada en las proximidades del Parque García Sanabria, está en el centro de la Avenida de Veinticinco de Julio y de la calle de Viera y Clavijo, y en ella confluyen también las calles General O'Donell y Costa y Grijalba.
Se construyó entre 1913 y 1917, y su fuente central es casi idéntica a la Fuente de las Ranas del Parque de María Luisa de Sevilla. En total, la plaza tiene una superficie aproximada de 1330 metros cuadrados. 
La fuente presenta las figuras de ocho ranas que rodean y lanzan chorros de agua hacia una oca central subida a lomos de una tortuga sumergida, todas ellas realizadas en cerámica policromada.
Lo más sobresaliente de la plaza, además de la fuente central, son los 20 bancos con anuncios pintados en cerámica proveniente de Triana (Sevilla) de quienes patrocinaron su construcción. 
Alrededor de la plaza destacan el edificio de Correos, el palacete Martí Dehesa y la actual Iglesia de San Jorge, antiguamente iglesia anglicana, cuya construcción terminó en 1897; esta iglesia tiene una planta en cruz latina, y presenta la nave y los arcos de diafragma en madera.

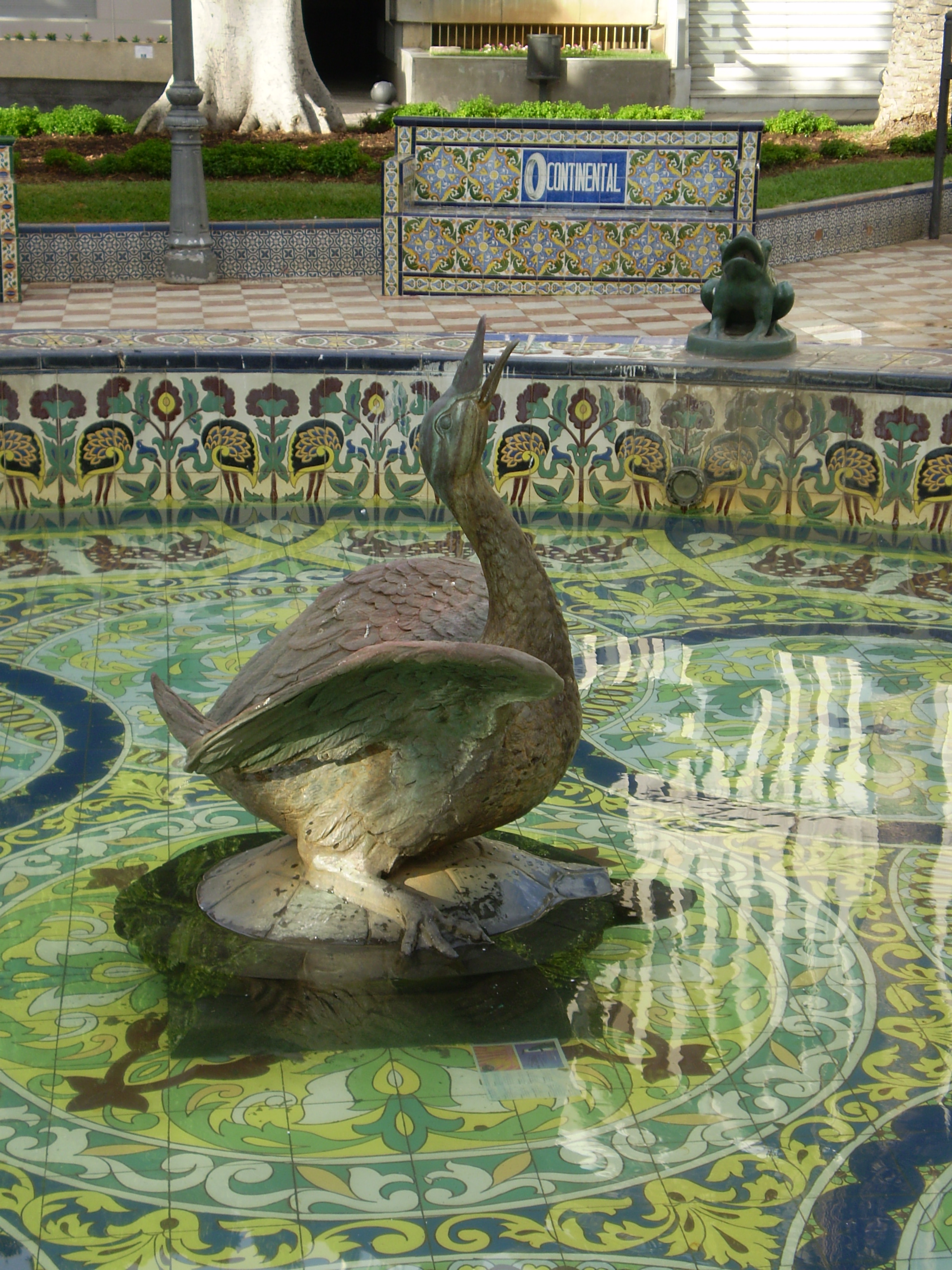
Figura central de la fuente.
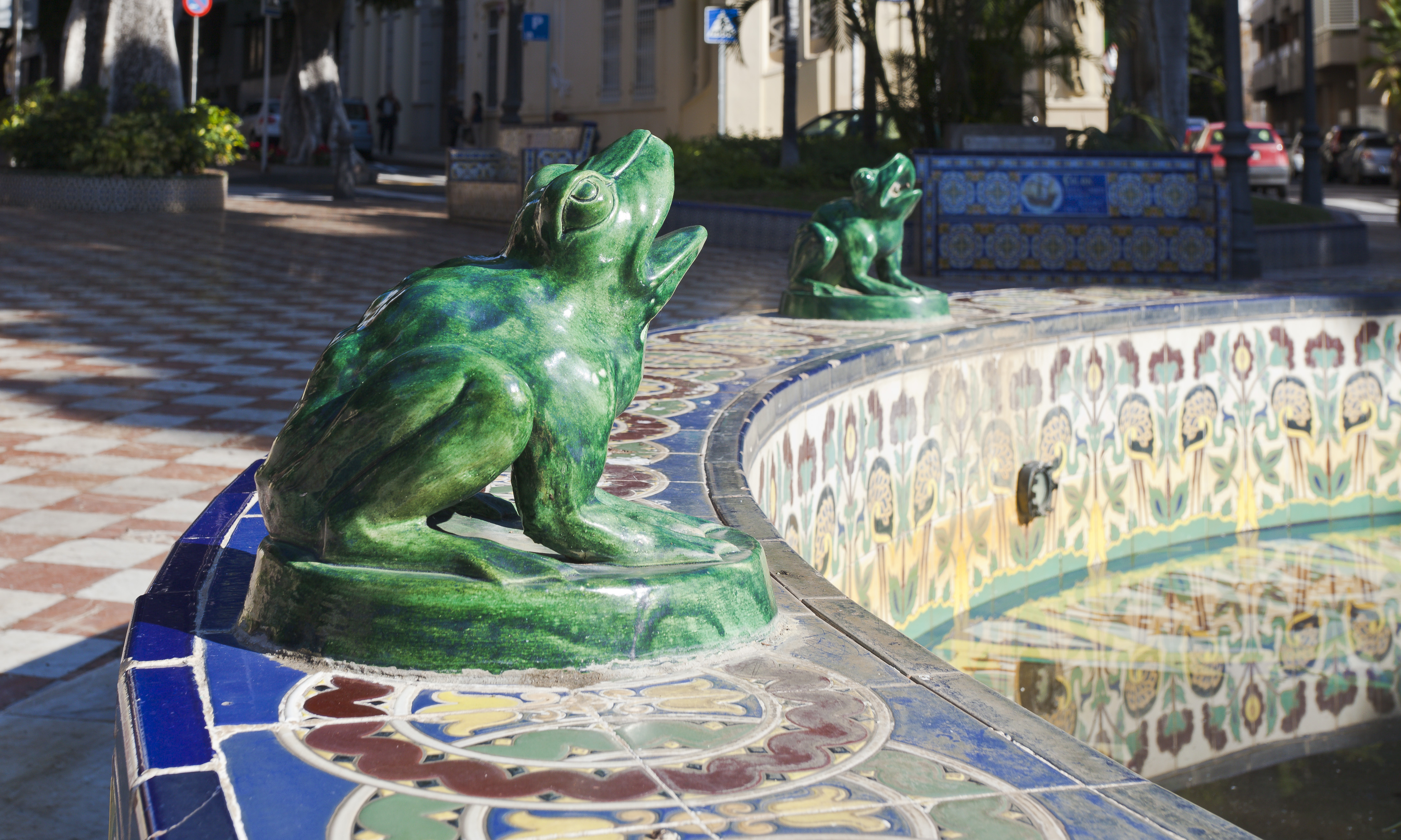
Ranas (8 en total) que rodean a la figura central
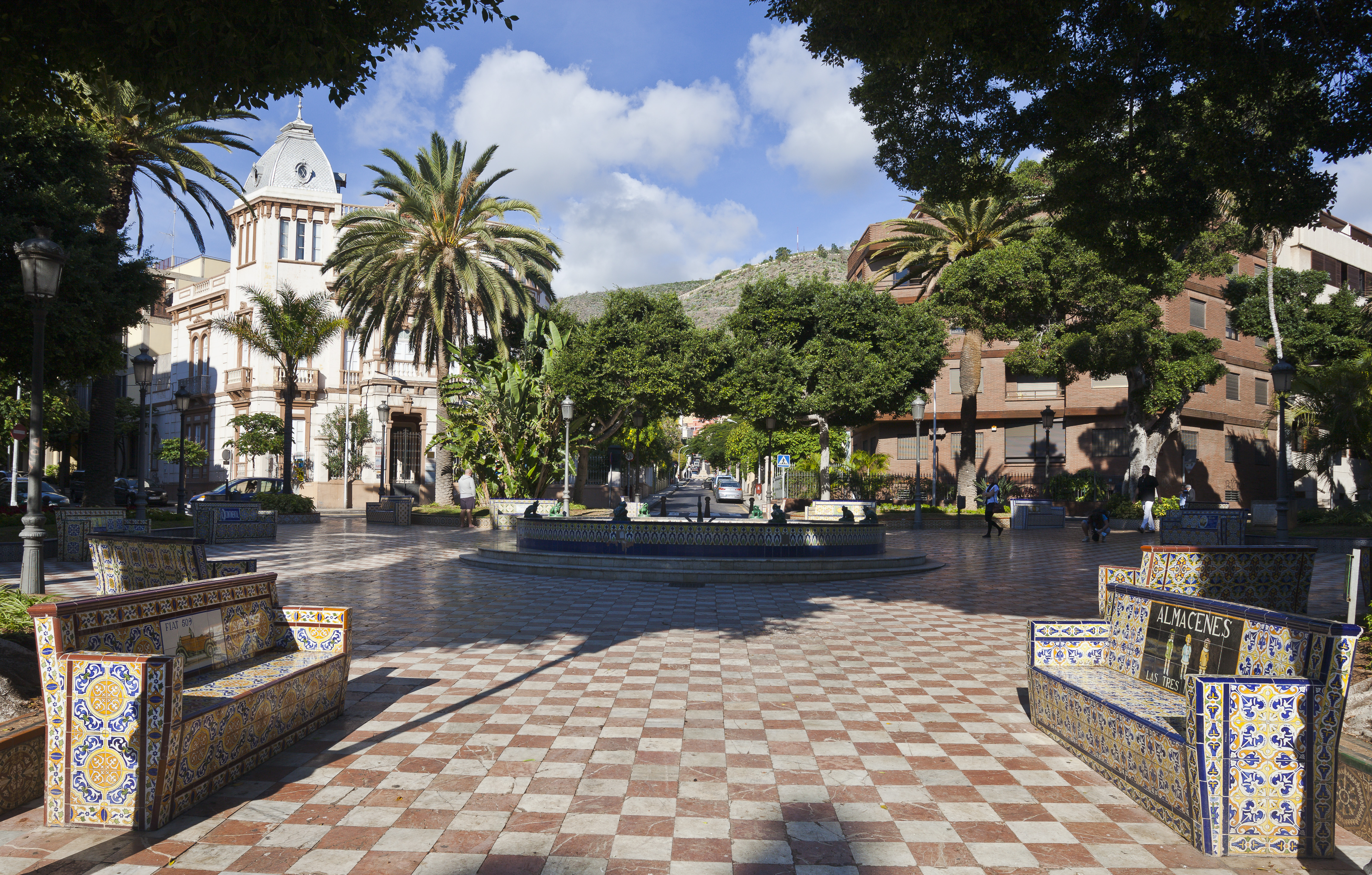
Vista general de la plaza
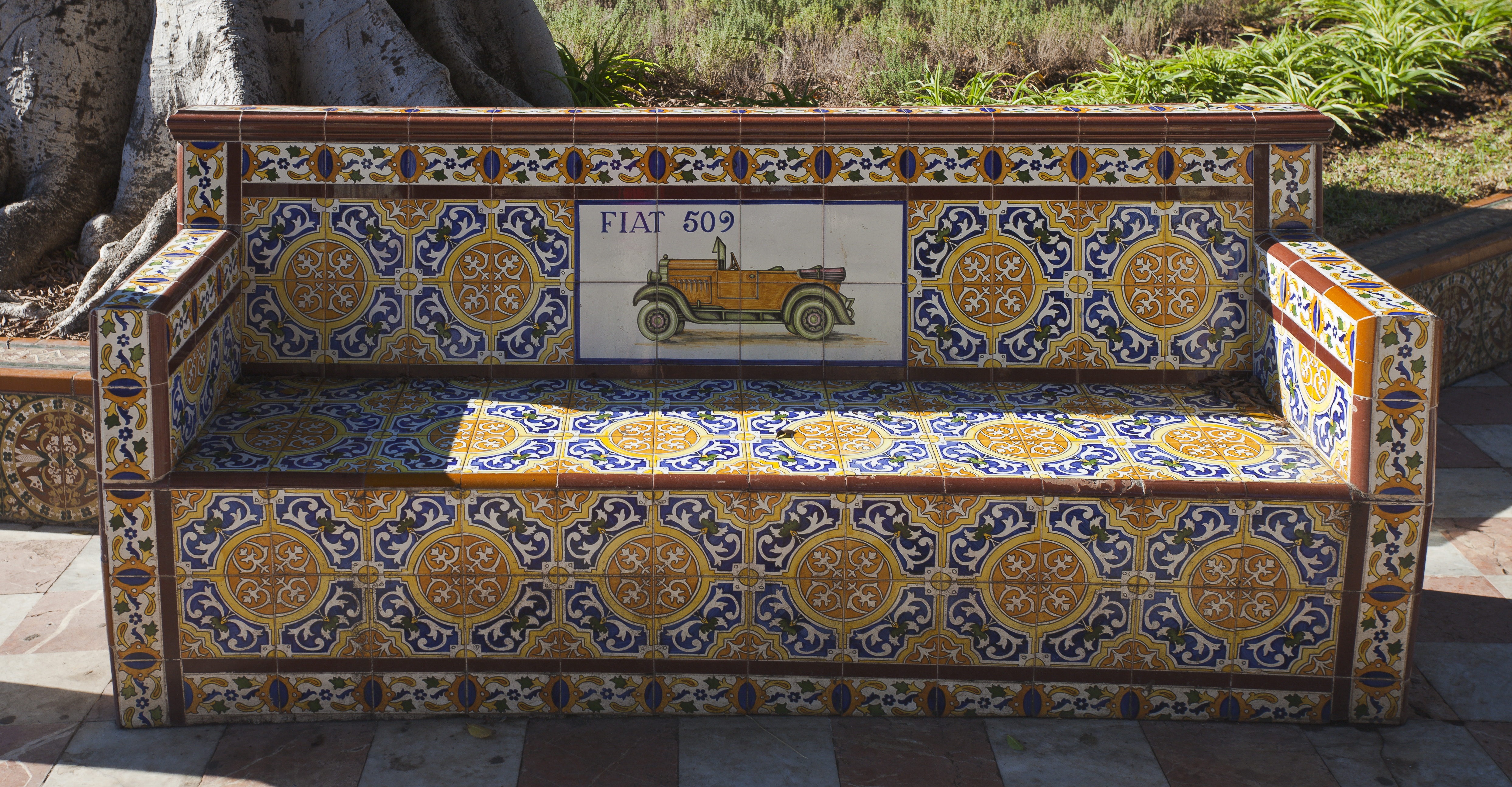
Uno de los bancos de la plaza
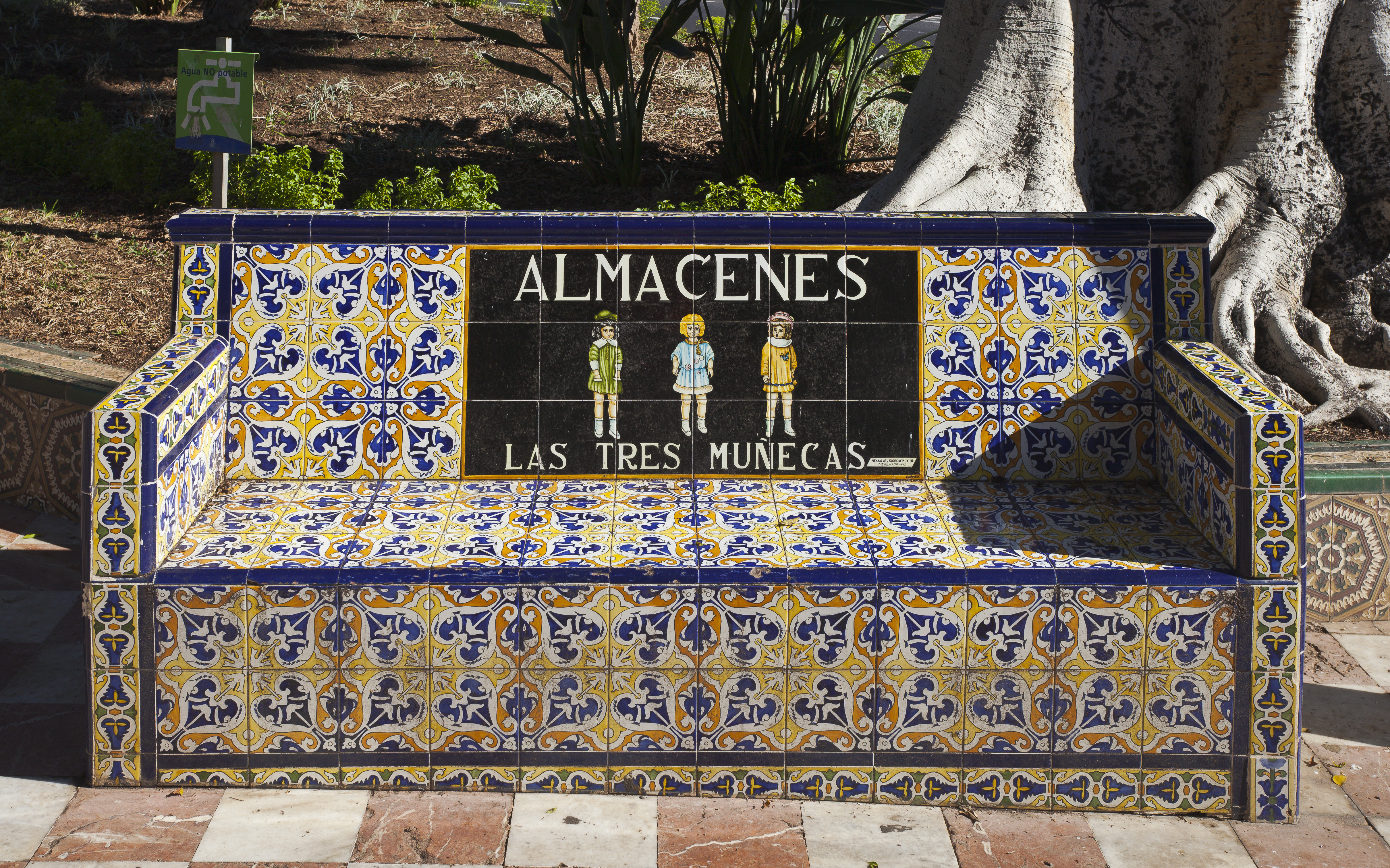
Detalle de un banco
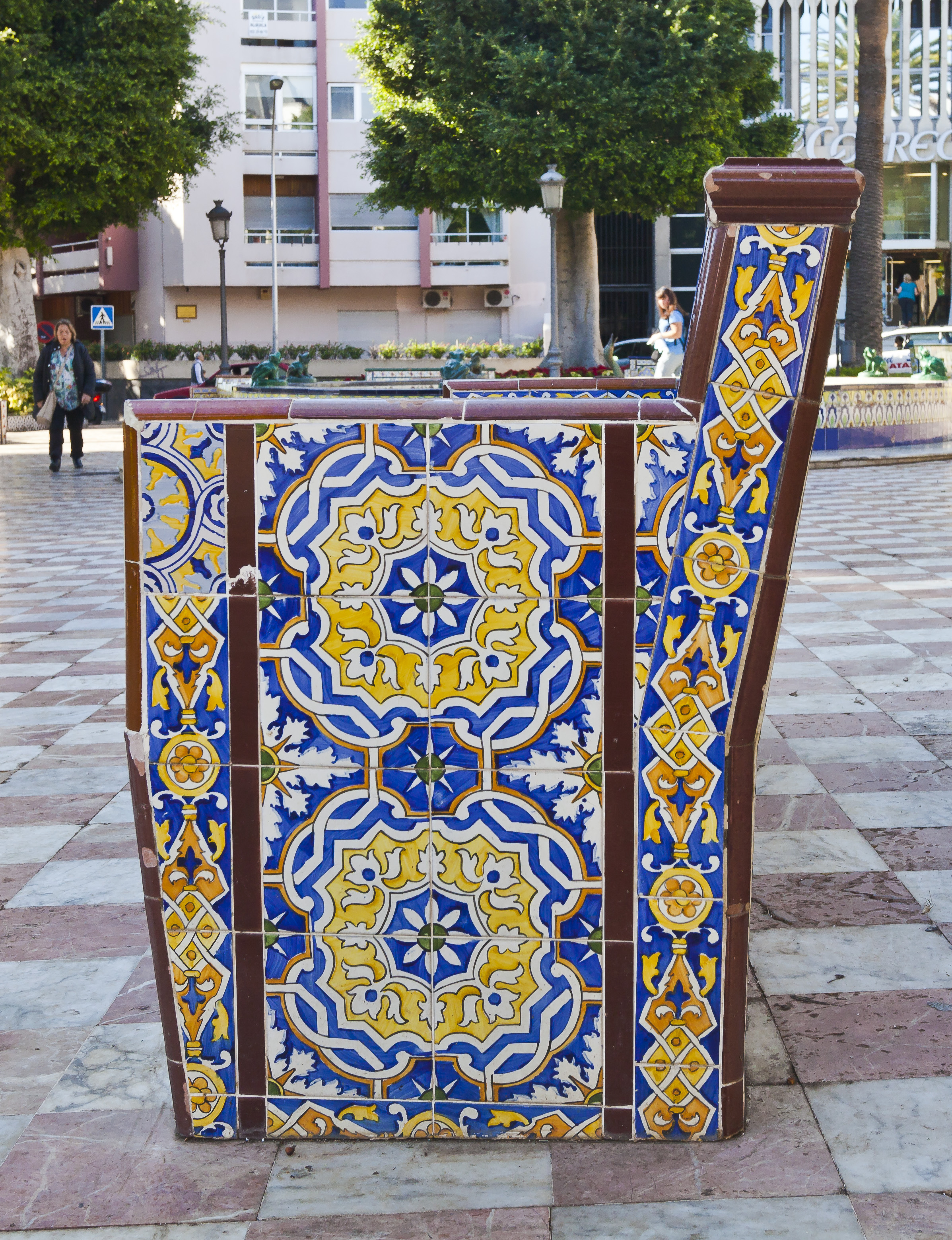
Vista lateral de un banco
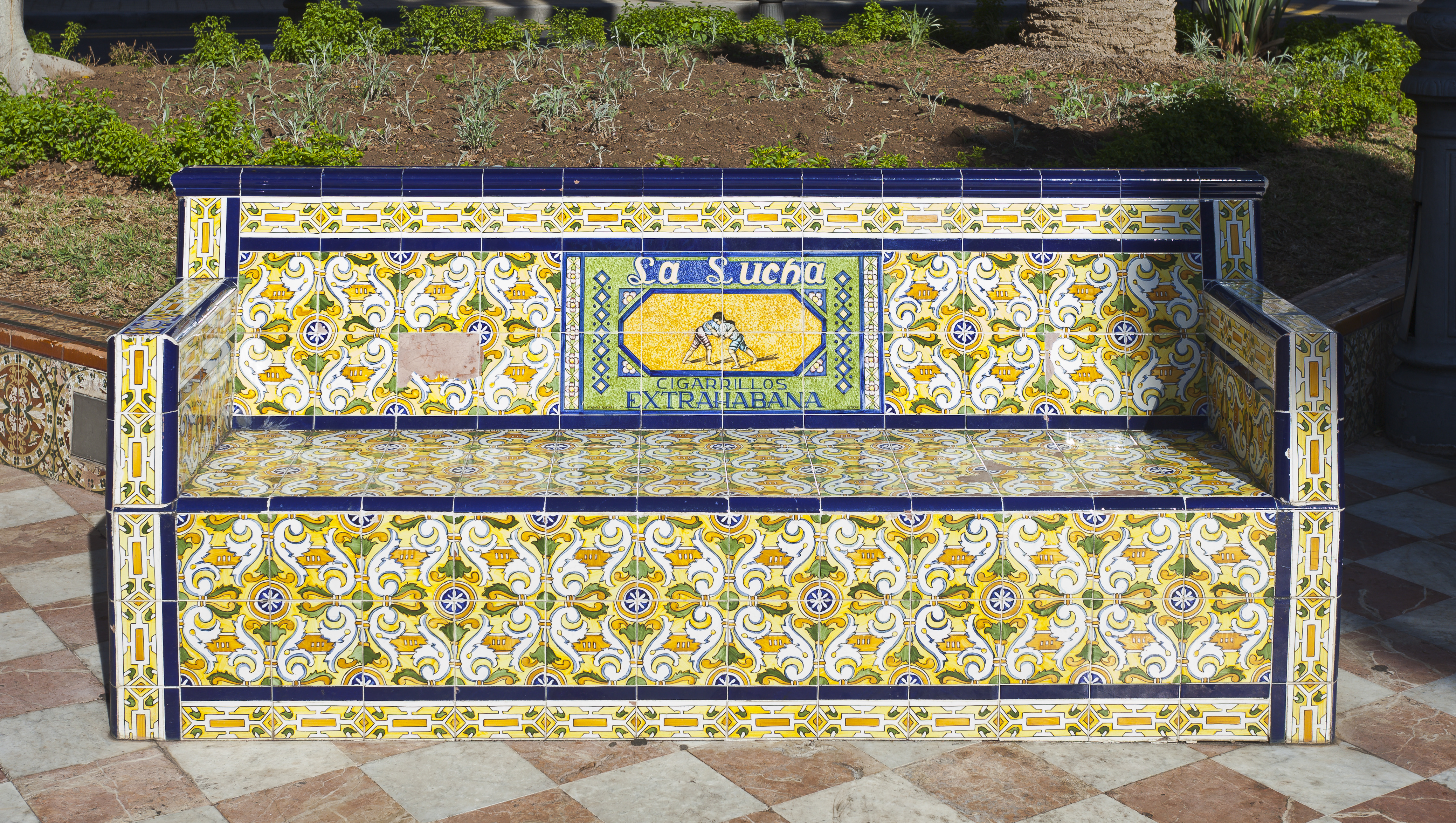
Detalle de un banco
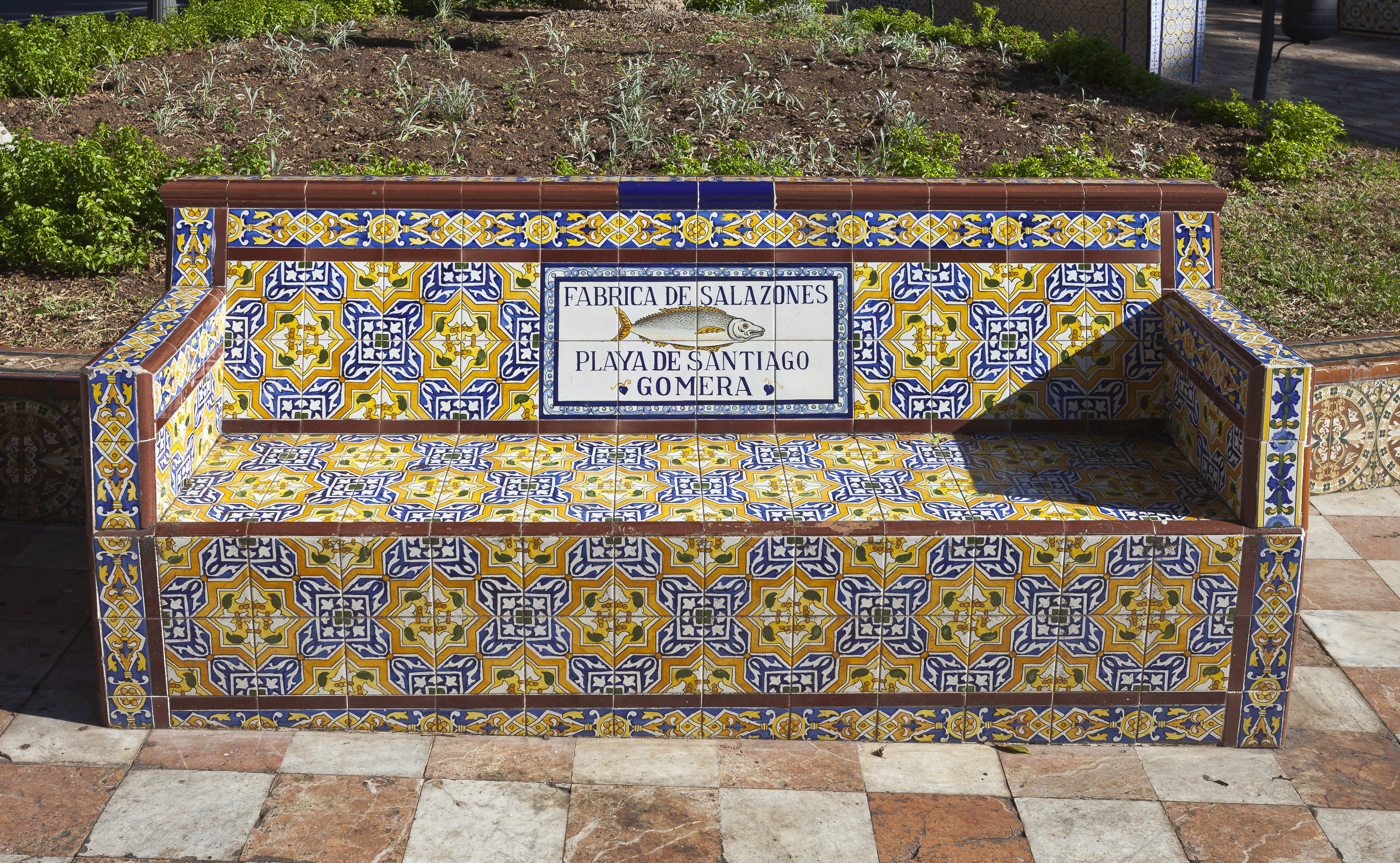
Detalle de un banco
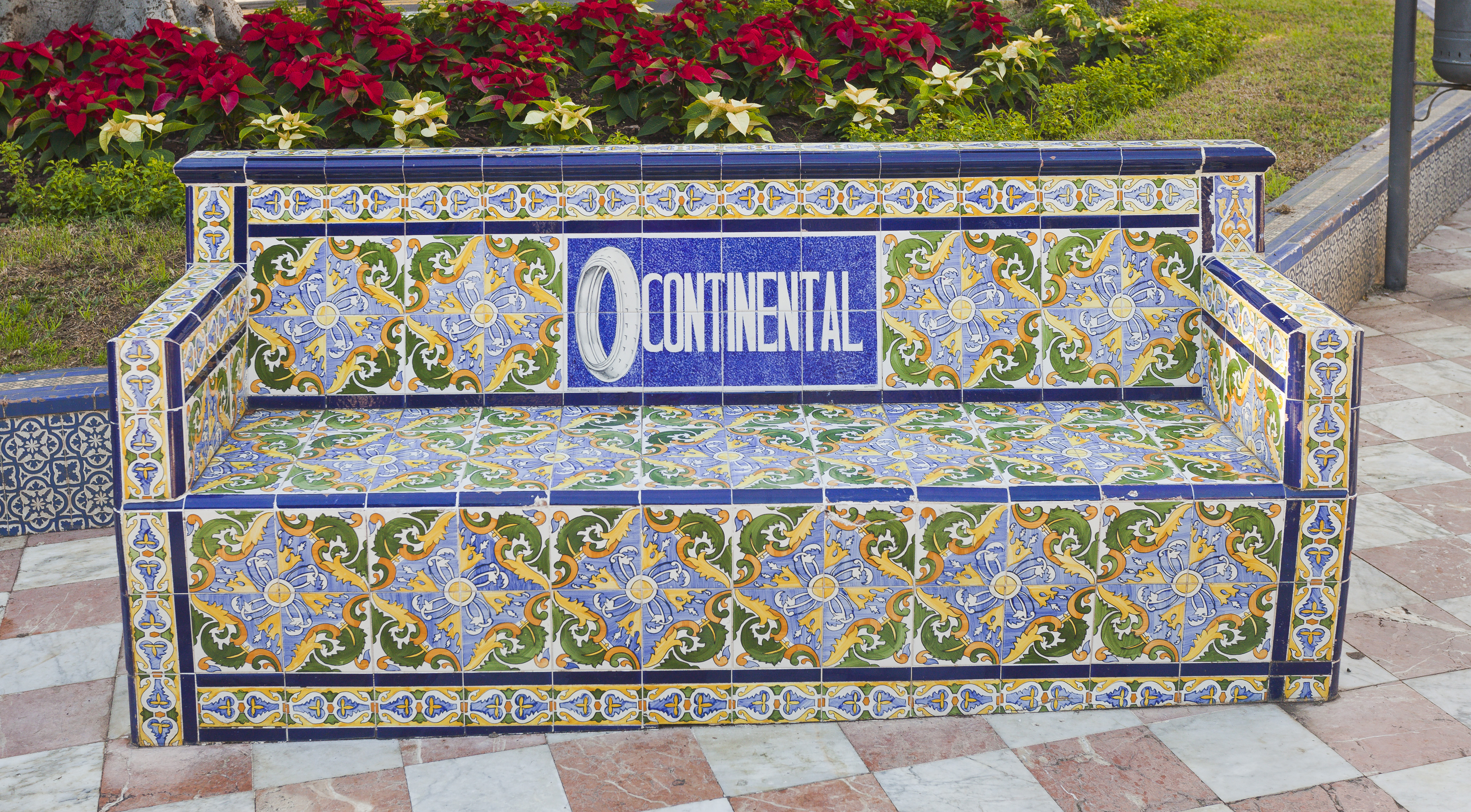
Detalle de un banco
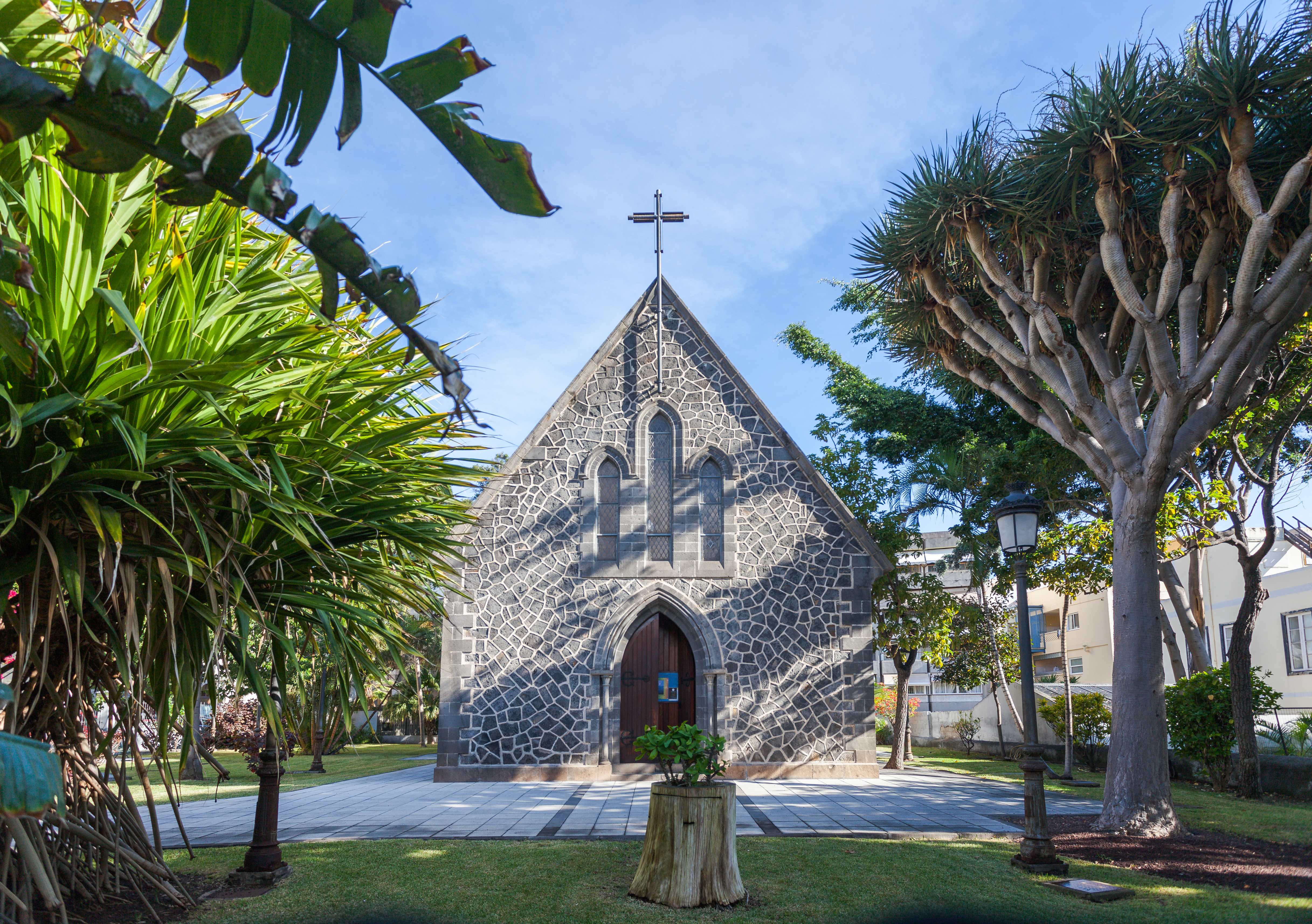
Iglesia de San Jorge